# Bristol Siddeley

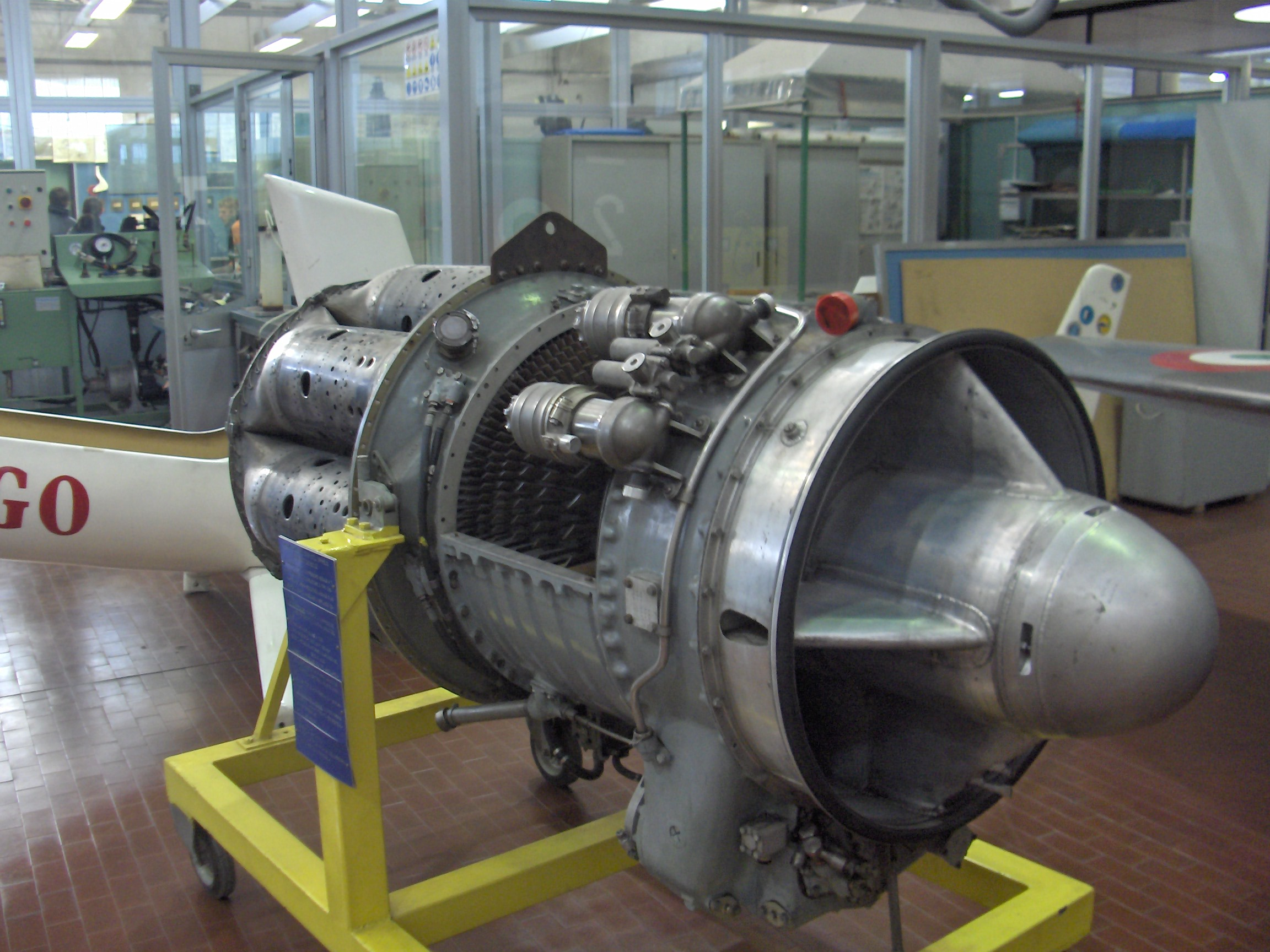
Motor Bristol-Siddeley Orpheus de um Fiat G.91 no Istituto Tecnico Industriale Aeronautico "Malignani", em Udine (Itália)

A Bristol Siddeley Engines Ltd (BSEL) foi uma empresa britânica que fabricava motores para aeronaves. A empresa foi formada em 1959 depois de uma fusão entre a Bristol Aero-Engines Limited e a Armstrong Siddeley Motors Limited. Em 1961 a empresa expandiu-se ao comprar a Havilland Engine Company e a divisão de motores da Blackburn Aircraft.
Em 1968 a empresa deixou de existir, ao ser comprada pela Rolls-Royce Limited que mais tarde se dividiu entre a Rolls-Royce Motors que foi comprada pela Volkswagen AG e a Rolls-Royce plc, empresa aeroespacial que está actualmente activa.